# 濱口愛子
濱口愛子（日语：／ Hamaguchi Aiko，1994年10月20日—），是日本女性電視藝人、演員及新聞主播，出身於兵庫縣，畢業於立命館大學。
2022年5月1日於個人Twitter中宣佈與香港歌手吳業坤結婚，同時宣佈已於4月30日向所屬的經紀公司舞夢Pro退社，並表示將會移居海外開展新生活。
2023年3月15日，與丈夫吳業坤於香港麗晶酒店補辦結婚派對，並於同年8月3日在香港出席品牌宣傳活動，第一次會見香港傳媒並以粵語接受訪問，表示婚後已改姓名為「吳愛子」。

### 廣告/KOL/雜誌訪問
- 2023年 OWNDAYS眼鏡、Guerlain、Bioré及Liese染髮劑、Ming Watch Vol.080 訪問
- 2024年 Dr.Plant 面膜
- 2024年 三菱重工 變頻冷氣機及抽濕機廣告

### 宣傳活動
- 2023年
  - 8月3日 Towngas TGC x Little Twin Stars煮食爐發佈會
  - 9月7日 Centrestage 2023ーFashion Hong Kong Runway Show
  - 9月14日 日本秋祭in香港

### 演出作品
2023年 吳業坤《百二歲》MV 女主角

## 外部連結
- 濱口愛子的公式 Ameba Blog （页面存档备份，存于）
- 濱口愛子的X（前Twitter）
- 濱口愛子的Instagram帳戶
- 濱口愛子的Facebook專頁